# Rožanče
Rožanče – wieś w Słowenii, w gminie Bloke. W 2018 roku liczyła 9 mieszkańców.